# Dieter Emendörfer
Dieter Emendörfer (* 20. Juli 1927 in Heidenheim an der Brenz; † 13. Mai 2001 in Icking) war ein deutscher Physiker mit den Arbeitsgebieten Kernphysik, Reaktor-Kinetik und -Dynamik und Neutronentransporttheorie. Er gehörte zu den Experten in Deutschland auf dem Gebiet der Reaktorsicherheit.

## Leben
Er ging in Heidenheim von 1934 bis 1944 zur Schule. Nach Arbeitsdienst und Wehrdienst (von November 1944 bis Mai 1945) legte er im Juli 1946 an der Hallenstein-Oberschule die Abiturprüfung ab.

### Ausbildung, Beruf
1947 begann er das Studium der Physik an der Technischen Hochschule Stuttgart, das er 1953 mit dem Diplom abschloss (Titel der Diplomarbeit: „Triplettwechselwirkung von Nukleonen unter dem Einfluß des Tensorpotentials“). Von 1953 bis 1957 arbeitete er als Doktorand und Wissenschaftlicher Mitarbeiter bei  Karl-Heinz Höcker am Institut für Theoretische und Angewandte Physik der TH Stuttgart. 1956 wurde er mit einer Dissertation des Titels „Zur Nukleonenbindung bei stabilen Zweikörperkräften“ zum Dr. rer. nat. promoviert. Referent war Karl-Heinz Höcker, Korreferent Ulrich Dehlinger.
1957 war er für einen sechsmonatigen Studienaufenthalt am Forschungsreaktor in Raleigh, North Carolina, USA („Raleigh Research Reactor“) bei Raymond L. Murray. Aus dieser Zeit stammt eine Veröffentlichung.
Von 1958 bis 1964 war er wissenschaftlicher Assistent an der TH Stuttgart, ab 1964 Oberassistent.
Im selben Jahr habilitierte (Titel der Habilitationsschrift: „Kritikalitätsprobleme bei Kernreaktoren mit Hohlräumen“), erhielt die Lehrberechtigung für das Fach Kerntechnik und die Ernennung zum Dozenten.
1966 wurde er wissenschaftlicher Rat, 1969 außerplanmäßiger Professor. 1978 wurde er Professor und Leiter der Abteilung Reaktorphysik am Institut für Kernenergetik und Energiesysteme (IKE) an der Universität Stuttgart. 1992 wurde Emendörfer emeritiert.
Emendörfer schrieb zusammen mit Höcker Fachbücher zur Theorie der Kernreaktoren. Das erste Buch erschien 1969 unter dem Titel „Theorie der Kernreaktoren“ in zwei Teilen (Hochschultaschenbücher), die zweite überarbeitete Auflage erschien 1980 unter dem Titel „Die Theorie der Kernreaktoren. Band 1: Der stationäre Reaktor“. Der Folgeband „Theorie der Kernreaktoren. Band 2: Der instationäre Reaktor“ erschien 1993.
Emendörfer war Mitglied der Deutschen Physikalischen Gesellschaft und der American Nuclear Society.

### Fachartikel
- Emendörfer, D.: Triplettwechselwirkung von Nukleonen unter dem Einfluß des Tensorpotentials. Diplomarbeit Technische Hochschule Stuttgart, 1953.
- Emendörfer, D.: Zur Nukleonenbindung bei statischen Zweikörperkräften. Annalen der Physik, 6. Folge, Band 17, Heft 6–8, 298f. (1956) Verlag J. A. Barth, Leipzig.
- Emendörfer, D., Murray, R. L.: Zur Generationszeit der prompten Neutronen in einem Reaktor mit Reflektor (On the effectiveness of delayed neutrons in a reflected reactor). Phys. Verhandlungen 9 (1958) 18f.
- Emendörfer, D.: Randbedingungen für den Neutronenfluß im endlichen Zylinder nach der PL-Approximation der Transportgleichung. Nukleonik, 5. Band, 2. Heft, 74–82 (1963).
- Emendörfer, D.: Der Einfluß großer Hohlräume auf die Neutronenverteilung und Reaktivität in Kernreaktoren. Nukleonik, 5. Band, 3. Heft, 115–120 (1963).

### Fachbücher
- D. Emendörfer, K. H. Höcker: Theorie der Kernreaktoren Teil I (= Hochschultaschenbücher. 411/411a*). BI-Hochschultaschenbücher. Bibliographisches Institut, Mannheim ; Wien ; Zürich 1969.
- D. Emendörfer, K. H. Höcker: Theorie der Kernreaktoren Teil II (= BI-Hochschultaschenbücher. 412/412a). Bibliographisches Institut, Mannheim ; Wien ; Zürich 1969.
- Emendörfer, D., Höcker, K. H.: Die Theorie der Kernreaktoren. Band 1: Der stationäre Reaktor. 2. neu bearbeitete Auflage. Bibliographisches Institut Wissenschaftsverlag, Mannheim, 1980.
- Emendörfer, D., Höcker, K. H.: Die Theorie der Kernreaktoren. Band 2: Der instationäre Reaktor. Bibliographisches Institut Wissenschaftsverlag, Mannheim, 1993.